# Lucy Orta
Lucy Orta (Sutton Coldfield, Anglaterra, 1966) és una artista visual anglesa que viu i treballa entre Londres i París, on resideix des de 1991.
Després de graduar-se amb una llicenciatura en disseny de moda i peces de punt, va començar la seva carrera artística el 1991. La seva obra escultòrica investiga els límits entre el cos i l'arquitectura, i l'exploració dels factors socials comuns com ara la comunicació i la identitat. Produeix les seves obres en escultura, art públic, vídeo i fotografia. Treballa molt sovint amb Jorge Orta, i entre els dos han creat l'estudi Orta.

## Exposicions rellevants
Com a estudi Orta ha presentat exposicions rellevants a diversos espais:
- 2005 - OrtaWater, a la Fondazione Bevilacqua La Masa in Venice
- 2006 - Museum Boijmans Van Beuningen de Rotterdam
- 2007 - Galleria Continua de Beijing
- 2007 - Antarctica, a la Biennial of the End of the World, Ushuaia,
- 2008 - Hangar Bicocca spazio d'arte de Milà
- 2010 - Amazonia, al Natural History Museum of London
- 2011 - You're not alone, Fundació Joan Miró, Barcelona.[1]

## Premis i reconeixements
- 2007 - Green Leaf Award pel programa ambiental de les Nacions Unides.